# Wysokie (województwo wielkopolskie)
Wysokie – wieś w Polsce położona w województwie wielkopolskim, w powiecie konińskim, w gminie Kramsk.
| SIMC    | Nazwa    | Rodzaj    |
| ------- | -------- | --------- |
| 0288917 | Wacławów | część wsi |

Wysokie wraz z jego częścią zamieszkuje 320 osób. Wysokie wraz ze swoją częścią wsi tworzy samodzielne sołectwo Wysokie.

## Charakterystyka miejscowości
Do 1954 roku siedziba gminy Wysokie. W latach 1975–1998 miejscowość należała administracyjnie do województwa konińskiego. We wsi znajduje się przystanek kolejowy Kramsk położony przy linii Warszawa - Poznań.
Pierwsza wzmianka odnotowana w źródłach historycznych dotyczących Wysokiego pochodzi z 1521 roku. Nazwa wsi należy do grupy nazw topograficznych, a odzwierciedla jej usytuowanie na morenie polodowcowej, wznoszącej się nad równinną terasą zalewową Warty ok. 20m. U podnóża tej moreny, niejako u stóp wsi, przepływa rzeka Warcica, będąca dopływem Warty.
W ciągu swych dziejów wioska pełniła różne funkcje:
- odnotowana w dokumentach kościelnych po raz pierwszy w 1521 roku jako należąca do parafii Kramsk, musiała pełnić rolę znaczącą; wskazuje na to choćby to, że sąsiadujące z nią miejscowości pojawiają się w dokumentach ok. 200 lat później;
- jeszcze przed rokiem 1864 powstała w miejscowości szkoła za sprawą dwóch przedstawicieli szlachty (Lalewicza i Sempłowskiego). Tym samym wieś stała się ośrodkiem edukacyjnym dla okolicznych miejscowości;
- do 1975 roku, a więc do czasu reformy administracyjnej państwa, była siedzibą Gromadzkiej Rady Narodowej, zatem stanowiła ośrodek administracji dla skupionych w gromadzie wiosek;
- w związku z wybudowaniem w 1922 roku linii kolejowej, za sprawą zlokalizowania we wsi stacji kolejowej, którą niezgodnie z usytuowaniem geograficznym nazwano Kramsk, wieś pełniła też dla bardzo wielu okolicznych miejscowości sposobność kontaktu z pobliskimi miastami(Kołem i Koninem) oraz resztą kraju;
- dziś Wysokie odgrywa znaczną rolę w procesie edukacji, bowiem zlokalizowane są tu dwie szkoły: Szkoła Podstawowa im. Papieża Jana Pawła II oraz Gimnazjum im. Papieża Jana Pawła II. Łącznie obwody obu szkół stanowią ok. 1/3 obszaru gminy.
Miejscowość Wysokie, podobnie jak obszar całej gminy Kramsk, została włączona w obszary chronione NATURA 2000. Szczególne znaczenie mają tu chronione i rzadko występujące gatunki ptactwa takiego jak: cyranka, gęgawa, krwawodziób, płaskonos, rybitwa białoczelna, rybitwa białoskrzydła, rybitwa czarna, rycyk, batalion, bąk, błotniak łąkowy, błotniak stawowy, dzięcioł średni, cyraneczka, czajka, czapla siwa, dudek, dziwonia, krakwa, kulik wielki, siweczka, zausznik, błotniak zbożowy, derkacz, kszyk, ortolan, ślepowron, zimorodek, remiz, przepiórka. Prawdopodobnie gnieździ się tu również bardzo rzadki różaniec.

## Demografia
Dane z 2021:
| Opis                                | Ogółem | Ogółem | Kobiety | Kobiety | Mężczyźni | Mężczyźni |
| ----------------------------------- | ------ | ------ | ------- | ------- | --------- | --------- |
| Jednostka                           | osób   | %      | osób    | %       | osób      | %         |
| Populacja                           | 309    | 100    | 168     | 54,37   | 141       | 45,63     |
| Wiek przedprodukcyjny (0–17 lat)    | 68     | 22,01  | 35      | 11,33   | 33        | 10,68     |
| Wiek produkcyjny (18–65 lat)        | 175    | 56,63  | 84      | 27,18   | 91        | 29,45     |
| Wiek poprodukcyjny (powyżej 65 lat) | 66     | 21,36  | 49      | 15,86   | 17        | 5,5       |